# Cmentarz wojenny nr 323 – Mikluszowice
Cmentarz wojenny nr 323 – Mikluszowice – austriacki cmentarz wojenny z okresu I wojny światowej wybudowany przez Oddział Grobów Wojennych C. i K. Komendantury Wojskowej w Krakowie na terenie jego okręgu IX Bochnia.
Znajduje się w zachodniej części miejscowości Mikluszowice w powiecie bocheńskim, w gminie Drwinia województwa małopolskiego.
Jest to kwatera w północno-zachodnim narożniku mikluszowickiego cmentarza parafialnego leżącego po prawej stronie drogi z Bochni do Świniar.
Cmentarz zbudowano wzdłuż drogi, na planie wydłużonego prostokąta. Po zachodniej stronie zbudowano z betonowych bloczków ścianę pomnikową. Pośrodku niej, na postumencie postawiono betonowy krzyż a na nim zamontowano żeliwny krzyż z mieczy z datą 1915. Po bokach, na niewielkich stelach krzyże dwuramienne z datami 1914.  Po bokach ściany posadzono dwie lipy. Przed nią, wzdłuż ogrodzenia umieszczono, na niewielkich postumentach, rząd kutych, metalowych krzyży: 12 łacińskich oraz 3 dwuramienne. Groby są bezimienne. Cmentarz jest ogrodzony betonowymi słupkami połączonymi rurami. Przed pomnikiem znajdują się dwa wejścia przegrodzone łańcuchami. 
Pochowano na nim 33 żołnierzy austro-węgierskich (19 znanych z nazwiska) oraz 15 żołnierzy rosyjskich. Polegli w okresie sierpień-grudzień 1914 oraz w początkach 1915 roku. 
Nekropolię projektował Franz Stark.
Podczas II wojny światowej został pochowany na cmentarzu radziecki pilot, major Nikołaj Nikołajewicz Szaranda, zestrzelony 15.01.1945 przez niemiecką artylerię przeciwlotniczą nad Gawłówkiem.

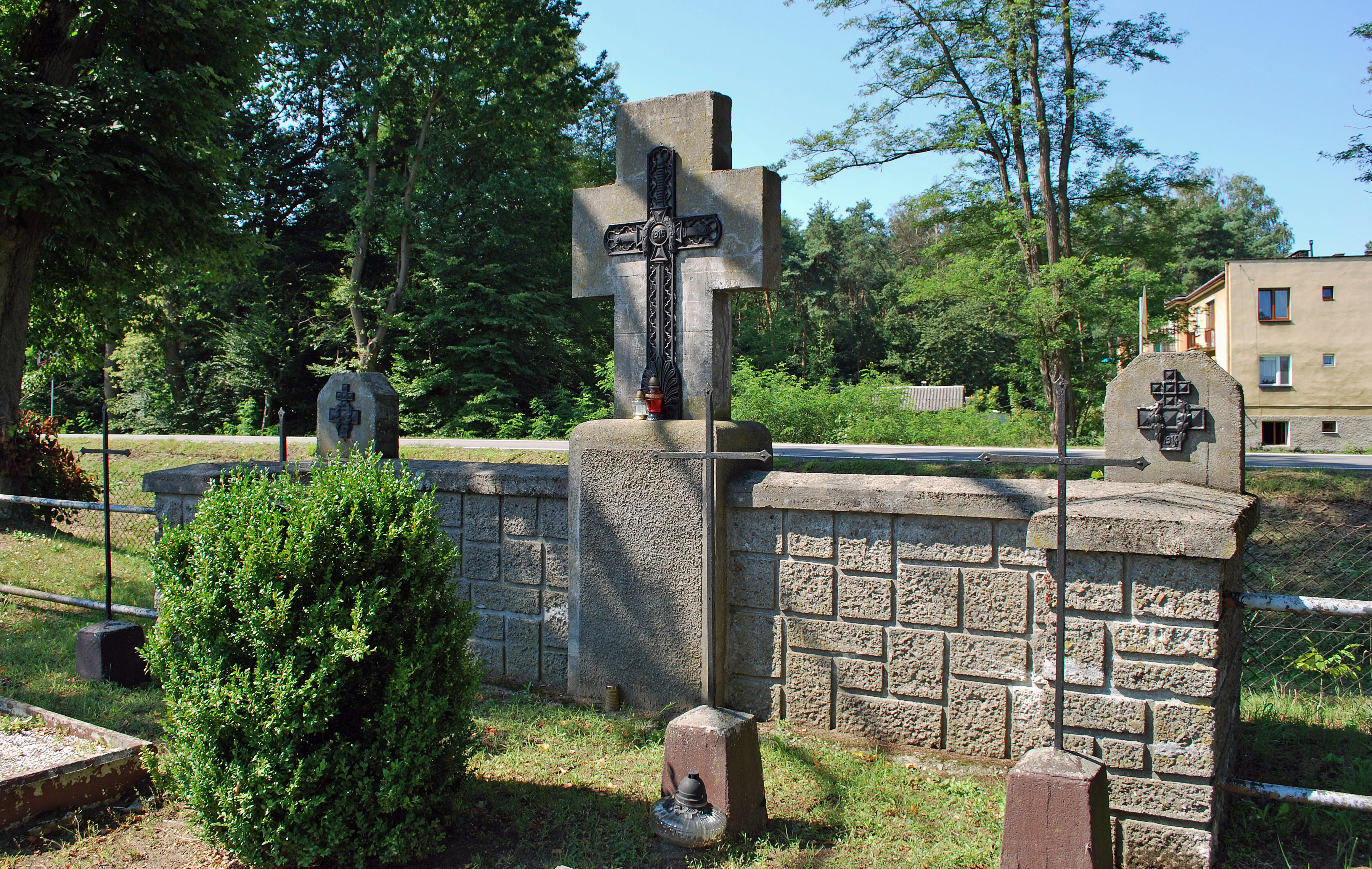
Ściana pomnikowa